# CityBird
CityBird is een voormalige Belgische luchtvaartmaatschappij. CityBird werd opgericht in 1996 en ging failliet in oktober 2001. De slagzin van CityBird was The Flying Dream.

## Geschiedenis
In 1996 werd CityBird opgericht door Georges Gutelman en Victor Hasson. In het begin van 1997 voerde CityBird zijn eerste vluchten uit. Dit waren chartervluchten voor de touroperator Thomas Cook. Deze vluchten werden uitgevoerd met een McDonnell Douglas MD-11. Al snel werden er nog een MD-11 en enkele Boeing 767's toegevoegd aan de vloot van CityBird. In juli 1999 begon CityBird ook vrachtvluchten uit te voeren. Dit deed de maatschappij met twee Airbus A300F's. Onder meer door de sterk stijgende brandstofprijzen ging CityBird failliet in oktober 2001.

## Vloot
Tijdens de 5 jaar dat CityBird bestond, had ze de volgende toestellen in haar bezit:
- 2 Airbus A300-600R
- 1 Boeing 737-300
- 4 Boeing 737-400
- 3 Boeing 737-800
- 2 Boeing 767-300ER
- 3 McDonnell Douglas MD-11